# Ryan Martin
Ryan Martin (* 26. Februar 1993 in Akron, Ohio, USA) ist ein US-amerikanischer Profiboxer im Halbweltergewicht.

## Amateurkarriere
Ryan Martin zog im Alter von sieben Jahren mit seiner Familie nach Chattanooga (Tennessee) und begann im Alter von acht Jahren mit dem Boxsport. Er war in seiner folgenden Karriere äußerst erfolgreich und gewann zahlreiche Nachwuchsturniere in den USA, darunter im Leichtgewicht die US-Jugendmeisterschaft (U19) 2010 in Cincinnati.
Bei den Erwachsenen war er Teilnehmer der US-Meisterschaften 2010, 2011 und 2012, sowie der National Golden Gloves 2010. Insgesamt gewann er 202 von 224 Amateurkämpfen.

## Profikarriere
Er bestritt sein Profidebüt im September 2013 und gewann im Leichtgewicht 20 Kämpfe in Folge, ehe er ab 2018 im Halbweltergewicht antrat und zwei weitere Kämpfe gewann, darunter im Mai 2018 gegen Breidis Prescott.
Mit einer Bilanz von 22-0 (12 K.o.) wurde er im Anschluss in das zum bereits zweiten Mal ausgetragene Turnier World Boxing Super Series aufgenommen, wo er seinen ersten Kampf am 3. November 2018 in Glasgow gegen den späteren Turniersieger Josh Taylor verlor.
Nach dieser Niederlage bestritt er seinen nächsten Kampf erst im Juni 2020. Im Februar 2021 verlor er nach Punkten gegen Robert Easter junior.